# Pierre Ehret
Pas d'image ? Cliquez ici
Pierre Ehret, né le 22 octobre 1956 à Düsseldorf, est un pilote automobile allemand. Il compte notamment huit participations aux 24 Heures du Mans, entre 2005 et 2014.

## Carrière
En 2005, il participe pour la première fois aux 24 Heures du Mans. Au volant de la Porsche 911 GT3 RSR (996) de Sebah Automotive Ltd. il se classe au dix-neuvième rang du classement général,,.
L'année suivante, il obtient son meilleur résultat aux 24 Heures du Mans : seizième au classement général et deuxième de la catégorie GT2 à bord de la Porsche de Seikel Motorsport,.
En mars 2008, Pierre Ehret est annoncé dans le baquet de la Ferrari F430 GTC du Farnbacher Racing, pour disputer la première manche de l'American Le Mans Series en catégorie GT2 : les 12 Heures de Sebring.
En janvier 2010, il est titularisé chez Michael Lewis Autocon pour participer à l'American Le Mans Series.
En 2010, il dispute la saison entière du championnat Le Mans Series au volant de la Ferrari F430 GTC du CRS Racing. Il termine notamment cinquième aux 1 000 kilomètres de Zhuhai, la dernière manche de la saison 2010 de l'Intercontinental Le Mans Cup.
En octobre 2011, il s’apprête à participer au Petit Le Mans à bord d'une Ferrari F430 GTC de l'écurie CRS Racing.
En 2013, il s'apprête à participer de nouveau aux 12 Heures de Sebring dans le baquet de la Porsche 911 GT3 Cup (997) du Flying Lizard Motorsports. Ainsi que plusieurs manches de VLN au volant de l'Audi R8 LMS Ultra de Audi Race Experience.
En janvier 2017, Pierre Ehret participe à une nouvelle saison de Blancpain GT Series Endurance Cup à bord de la Ferrari 488 GT3 du Rinaldi Racing, il déclare : « J'ai l'intention de rouler à nouveau pour Rinaldi Racing sur toutes les manches de la Blancpain Endurance Cup, y compris les 24 Heures de Spa. Il reste encore quelques détails à régler, notamment la classe. Nous irons en Am-Cup ou Pro-Am. Cela dépendra de la classification de mes coéquipiers. Nous voulons nous donner toutes les chances de remporter le titre ».